# Strada statale 676 Tangenziale Sud di Udine
La strada statale 676 Tangenziale Sud di Udine (SS 676), già nuova strada ANAS 100 Tangenziale Sud di Udine (NSA 100), è una strada statale italiana composta da due tronchi con soluzione di continuità, il cui percorso è compreso per intero nel comune di Udine. È costituita da una strada a quattro corsie, due per senso di marcia divise da un guard-rail. 

## Percorso
Inizia presso la rotonda posta all'estrema periferia sud di Udine, nel rione di Paparotti da cui iniziano anche le strade regionali 56 e 352. Prosegue verso ovest sino al raccordo Udine Sud ove termina il primo tronco da tre chilometri.
Il secondo tronco inizia al sottopasso di Basaldella e termina all'innesto tra la strada statale 13 Pontebbana e viale Venezia, componendo la tratta centrale della tangenziale ovest.
La totale interezza della strada è classificabile come strada extraurbana principale, nonostante la seconda tratta non lo dimostri, date le vecchie caratteristiche associabili agli anni 70.
Il 22 maggio 2007 il tratto tra Paparotti ed il casello autostradale è stata intitolato dal comune di Udine a Gastone Conti.
Nel 2010 è stato rimosso il semaforo a Basaldella eliminando l'unico semaforo della Tangenziale di Udine e unendo il Raccordo Udine Sud di competenza di Autovie Venete ed il tronco della SS 676 attraverso un sottopassaggio.

## Progetti futuri
Vi è il progetto di completarla fino a Campoformido per innestarla sulla SS 13 verso Pordenone e Venezia.

## Gestione
Ufficialmente classificata nel corso del 2005, dal 1º gennaio 2008 è passata in gestione alla Regione Friuli-Venezia Giulia, che ne ha immediatamente trasferito le competenze alla società Friuli Venezia Giulia Strade S.p.A..   La strada è definita d'interesse nazionale a gestione regionale, non risultando perciò declassata.

## Tabella percorso
| Tangenziale Sud di Udine TRONCO I (Paparotti - raccordo Udine sud) |                                                                 |      |      |                                                                                   |           |
| Tipo                                                               | Indicazione                                                     | ↓km↓ | ↑km↑ | Note                                                                              | Provincia |
|                                                                    | di Gorizia                                                      | 0,0  | 3,7  |                                                                                   | UD        |
|                                                                    | di Grado                                                        | 0,4  | 3,3  | Solo entrata in direzione Raccordo Udine Sud, solo uscita in direzione di Gorizia | UD        |
|                                                                    | Area di servizio                                                | 1,1  | -    |                                                                                   | UD        |
|                                                                    | Zona industriale udinese (ZIU) - zona artigianale udinese (ZAU) | 2,6  | 1,1  |                                                                                   | UD        |
|                                                                    | Raccordo Udine Sud (svincolo di Gorizia-Manzano-Buttrio)        | 3,7  | 0,0  |                                                                                   | UD        |

| Tangenziale Sud di Udine TRONCO II (sottopasso di Basaldella - SS13) |                                                    |      |           |
| Tipo                                                                 | Indicazione                                        | ↓km↓ | Provincia |
|                                                                      | Raccordo Udine Sud Basaldella della Bassa Friulana | 6,4  | UD        |
|                                                                      | Udine - via Popone                                 | 8,4  | UD        |
|                                                                      | Pontebbana Udine - viale Venezia                   | 9,1  | UD        |
|                                                                      | Tangenziale Ovest di Udine                         | 9,1  | UD        |